# Prima serata
Nell'ambito della televisione la prima serata (chiamata anche col termine inglese prime time) è la fascia oraria con il maggior numero di telespettatori.
Dato che gli introiti pubblicitari si basano sugli ascolti, è anche la fascia oraria maggiormente redditizia per l'emittente. La prima serata è, insieme al primo pomeriggio, uno dei due momenti di massimo ascolto (peak time) della giornata.
Gli orari d'inizio e di fine della prima serata dipendono principalmente dalle abitudini della popolazione ed è quindi diverso da Paese a Paese. In Italia si è vista posticipare progressivamente: dalle 20:30 degli anni ottanta, è arrivata a iniziare tra le 21:20 e le 21:45 (raramente prima) e finisce tra le 23:15 e le 00:30 (raramente dopo). Nei Paesi anglosassoni inizia tra le 18:45 e le 19:30 mentre in paesi mediterranei come Spagna e Portogallo, per motivi climatici e di esposizione alla luce solare, è posticipato anche fino alle ore 22:30.

## Prima serata per nazione

### Italia
In Italia durante la prima serata si raggiunge il picco di più di 20 milioni di telespettatori.
Fino alla fine degli anni ottanta la prima serata coincideva con la programmazione di un singolo film per la famiglia o spettacolo di varietà, che iniziava verso le 20:30, appena dopo il telegiornale della sera, e terminava verso le 22:30.
Con l'arrivo di alcuni programmi, tra cui Striscia la notizia, nacque la mini-fascia detta "primissima serata" (o access prime time) e la prima serata venne progressivamente slittata di circa mezz'ora. Anche la Rai cominciò man mano adattarsi a questo formato e ha posticipato l'orario della prima serata che al 2022 coincide con le ore 21:20-21:45.
Per ciò che riguarda invece le manifestazioni sportive, ed in particolare le partite di calcio, gli incontri di prima serata hanno normalmente inizio alle 20:30, 20:45 o 21:00.

### Giappone
Nella televisione giapponese la prima serata va dalle 19:00 alle 22:00 ed è nota come golden time (ゴールデン・タイム?, gōruden taimu, o semplicemente golden). L'espressione ha influenzato anche il soprannome della striscia di vacanze di inizio maggio nota come Golden Week.